# Ayaka Kikuchi
Ayaka Kikuchi (菊池 彩花?, Kikuchi Ayaka; 28 giugno 1987) è una pattinatrice di velocità su ghiaccio giapponese.

## Palmarès

### Olimpiadi
- 1 medaglia:
  - 1 oro (Pyeongchang 2018 nell'inseguimento a squadre)

### Mondiali
- 1 medaglia:
  - 1 oro (Heerenveen 2015 nell'inseguimento a squadre)

### Campionati asiatici
- 2 medaglie:
  - 1 argento (Astana 2012)
  - 1 bronzo (Harbin 2011)